# تالاگونه
تالاگونه (به لاتین: Talagune) یک منطقهٔ مسکونی در سری‌لانکا است که در استان مرکزی (سری‌لانکا) واقع شده‌است.